# Gavin James
Gavin James, artiestennaam van Gavin Wigglesworth (Dublin, 5 juli 1991), is een Iers singer-songwriter.
Wigglesworth speelde in de band The Problematic. Als James bracht hij in november 2012 zijn eerste ep Say Hello uit via Believe Recordings. De titelsong won de Song Of The Year prijs op de Meteor Choice Awards 2013. In 2013 verscheen zijn tweede ep Remember Me. Op 28 november 2014 verscheen het live-album Live at Whelans via Warner Music met daarop akoestische uitvoeringen van zowel eigen nummers als covers van oude nummers. In januari 2015 tekende hij bij Capitol Records en de single The Book of Love (origineel van The Magnetic Fields van hun album '69 Love Songs' uit 1999) werd uitgebracht.

## Discografie

### Albums
| Album met eventuele hitnotering(en) in de Nederlandse Album Top 100 | Datum van verschijnen | Datum van binnenkomst | Hoogste positie | Aantal weken | Opmerkingen |
| ------------------------------------------------------------------- | --------------------- | --------------------- | --------------- | ------------ | ----------- |
| Live at Whelans                                                     | 2015                  | 10-01-2015            | 35              | 11           |             |
| Bitter Pill                                                         | 2016                  | 19-03-2016            | 17              | 6            |             |
| Only Ticket Home                                                    | 2018                  | 03-11-2018            | 86              | 1            |             |

| Album met hitnotering(en) in de Vlaamse Ultratop 200 albums | Datum van verschijnen | Datum van binnenkomst | Hoogste positie | Aantal weken | Opmerkingen |
| ----------------------------------------------------------- | --------------------- | --------------------- | --------------- | ------------ | ----------- |
| Live at Whelans                                             | 2015                  | 14-03-2015            | 70              | 16           |             |
| Bitter Pill                                                 | 2016                  | 19-03-2016            | 33              | 5            |             |

### Singles
| Single met eventuele hitnotering(en) in de Nederlandse Top 40 | Datum van verschijnen | Datum van binnenkomst | Hoogste positie | Aantal weken | Opmerkingen                 |
| ------------------------------------------------------------- | --------------------- | --------------------- | --------------- | ------------ | --------------------------- |
| The Book of Love                                              | 2014                  | 31-01-2015            | 35              | 8            | Nr. 31 in de Single Top 100 |
| Nervous - Mark McCabe remix                                   | 2016                  | 27-08-2016            | 5               | 24           | Nr. 87 in de Single Top 100 |
| Glow                                                          | 2018                  | 05-01-2019            | 26              | 7            |                             |

| Single met hitnotering(en) in de Vlaamse Ultratop 50 | Datum van verschijnen | Datum van binnenkomst | Hoogste positie | Aantal weken | Opmerkingen |
| ---------------------------------------------------- | --------------------- | --------------------- | --------------- | ------------ | ----------- |
| The Book of Love                                     | 2014                  | 14-03-2015            | 10              | 14           |             |
| Bitter Pill                                          | 2015                  | 05-09-2015            | tip4            | -            |             |
| 22                                                   | 2015                  | 27-10-2015            | tip53           | -            |             |
| Nervous                                              | 2016                  | 12-03-2016            | tip             | -            |             |
| Nervous - Mark McCabe remix                          | 2016                  | 08-06-2016            | tip4            | -            |             |
| Have Yourself a Merry Little Christmas               | 2016                  | 17-12-2016            | tip21           | -            |             |
| Tired                                                | 2017                  | 03-06-2017            | tip             | -            |             |
| Hearts on Fire                                       | 2017                  | 18-11-2017            | tip             | -            |             |
| Always                                               | 2018                  | 12-05-2018            | tip25           | -            |             |
| Glow                                                 | 2018                  | 15-12-2018            | 41              | 6            |             |
| Faces                                                | 2019                  | 27-07-2019            | tip31           | -            |             |
| Man on the Moon                                      | 2021                  | 02-01-2021            | tip42           | -            |             |

### NPO Radio 2 Top 2000
| Nummer met noteringen in de NPO Radio 2 Top 2000 | '15 | '16  | '17  | '18  | '19  |
| ------------------------------------------------ | --- | ---- | ---- | ---- | ---- |
| The Book of Love                                 | 748 | 1179 | 1217 | 1711 | 1929 |

1. ↑  Een vetgedrukt getal geeft de hoogste notering aan.
2. ↑  2015 was het eerste jaar met een notering voor dit nummer.
3. ↑  Deze tabel is bijgewerkt tot en met de meest recente editie (2024).